# JPEG XR
JPEG XR — новий графічний формат, запропонований Microsoft у травні 2006 року на Windows Hardware Engineering Conference (WinHEC).
Новий стандарт підтримується операційною системою Vista, а також будь-якій ОС зі встановленим .NET Framework 3.0. Він визначає колірні формати для друку і для відображення, цілочисельне кодування і кодування з плаваючою комою для розширення динамічного діапазону, опції стискування з втратами і без, ефективне декодування для багатьох роздільних здатностей і мінімальні витрати комп'ютерних ресурсів для перетворення або декодування.